# Polideportivo Pisuerga
El Pabellón Polideportivo Pisuerga és un pavelló cobert multiusos de la ciutat de Valladolid construït l'any 1985 i que té una capacitat per 6.300 espectadors. És de propietat municipal i està situat a la Plaça de Mèxic.
El seu propòsit inicial fou per albergar el Campionat del Món de Gimnàstica, si bé durant anys albergà els partits del Club Baloncesto Valladolid i el Club Balonmano Valladolid. Puntualment també ha esdevingut la seu d'esdeveniments puntuals com la Copa del Rei de bàsquet de 1988 i 1998.